# Шуян
Шуя́н  (кит. упр. 沭阳, пиньинь Shùyáng) — уезд городского округа Суцянь провинции Цзянсу (КНР). Название района означает «с янской стороны от реки Шушуй». С 2011 года уезд в порядке эксперимента подчинён напрямую правительству провинции Цзянсу.

## История
Во времена Южной Ци в 480 году в этих местах был создан уезд Хуайвэнь (怀文县). При Северной Чжоу в 578 году он был переименован в Шуян.
В 1949 году был создан Специальный район Хуайинь (淮阴专区), и уезд вошёл в его состав. В 1970 году Специальный район Хуайинь был переименован в Округ Хуайинь (淮阴地区). В 1983 году округ Хуайинь был преобразован в городской округ Хуайинь.
19 июля 1996 года решением Госсовета КНР из городского округа Хуайинь был выделен городской округ Суцянь, и уезд вошёл в его состав.

## Административное деление
Уезд делится на 6 уличных комитетов, 25 посёлков и 8 волостей.

## Экономика
Шуян и особенно посёлок Гэнвэй — крупные центры тепличного цветоводства.